# Urbanisatiebelasting
Urbanisatiebelasting is een jaarlijkse directe belasting in België die wordt opgelegd aan alle inwoners van een bepaald gebied (meestal een gemeente) voor het genot van gemeentelijke uitrustingen. Te denken valt in dit verband aan belasting voor diensten als wegverharding en het aanleggen van fiets- en voetpaden en rioleringswerken.